# Parafilm

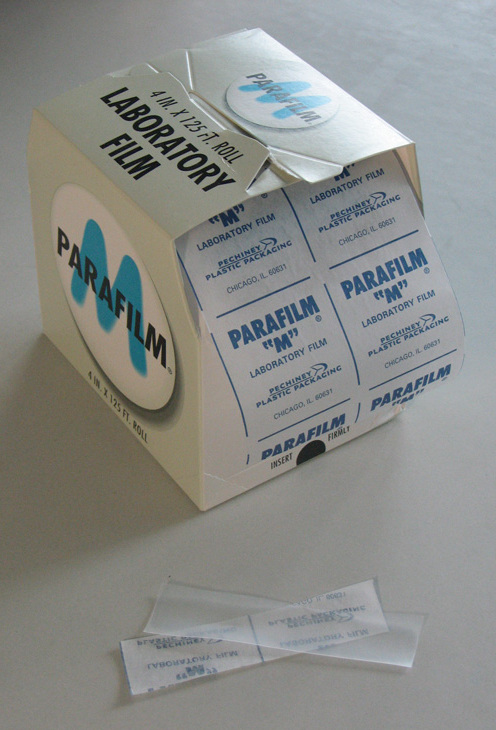
Une boîte de Parafilm

Le Parafilm M est un film plastique de paraffine sur papier produit par Bemis North America, entreprise située à Neenah au Wisconsin (États-Unis).

## Propriétés
Le Parafilm est en partie composé de polyéthylène.
C'est un matériau thermoplastique (il ne peut donc pas être utilisé en autoclave), ductile, malléable, étanche, sans odeur, cohésif et translucide.
Les composés organiques volatils dissolvent le Parafilm M.

## Utilisations
Il est utilisé en laboratoire, pour sceller ou protéger de la verrerie (comme de la verrerie de laboratoire ou des cuves).
Il est utilisé pour améliorer l'étanchéité d'un contenant avec couvercle contre l'humidité et la contamination de l'air, pour un stockage à long terme. Cependant, il est possible que le Parafilm M se déchire avec le temps, à cause de l'exposition à l'air et à la lumière, et ne peut donc pas servir pour sceller pendant une trop longue durée[réf. nécessaire].
Il est utilisé comme matériau masquant dans certains procédés de peinture utilisant des aérographes. En effet, grâce à son manque d'adhésion, il ne détruit pas les finitions sur les surfaces.
Les horticulteurs utilisent parfois le Parafilm (R) pour des greffes, car il permet de joindre les greffons ensemble et empêche l'ensemble de sécher.
Les entomologistes ont utilisé le Parafilm M comme membrane pour nourrir les insectes hématophages, comme les moustiques et les punaises, élevés en laboratoire.
Une nouvelle application du Parafilm M est de fabriquer des dispositifs microfluidiques à partir de papier. Ces dispositifs sont considérés comme des moyens adaptés d'effectuer des diagnostics sur place et à bas coût, surtout dans les pays en voie de développement et dans les zones où les appareils médicaux coûteux ne sont pas accessibles[réf. nécessaire].

## Concurrent
Un produit similaire, mais désuet, est le film Sealon de Fujifilm,.